# Jonathan Culler
Jonathan Dwight Culler (* 1. října 1944) je americký literární teoretik, profesor angličtiny na Cornell University.
Jako první uvedl francouzský lingvistický strukturalismus (Ferdinand de Saussure, Roland Barthes) do amerického akademického prostředí, podobné to bylo s francouzským dekonstruktivismem (Jacques Derrida). Byl zastáncem teze, že skutečná literární teorie musí být vždy složena z různorodých prvků, především strukturalismu, kulturálních studií, hermeneutiky, filozofie jazyka, antropologie, marxismu, psychoanalýzy, sémiotiky a literární kritiky. Věřil, že důležitějším předmětem studia než text samý jsou mechanismy interpretace textu. Jeho nejvlivnější prací je Structuralist Poetics: Structuralism, Linguistics, and the Study of Literature. z roku 1975. Česky vyšla mj. jeho kniha Krátký úvod do literární teorie (Host, 2002) nebo Teorie lyriky (Nakladatelství Karolinum, 2020).